# Кастелоналто (Терни)
Кастелоналто је насеље у Италији у округу Терни, региону Умбрија.
Према процени из 2011. у насељу је живело 20 становника. Насеље се налази на надморској висини од 631 м.